# Klimop R.T. Merksem
Klimop R.T. Merksem is een club uit Merksem (district van Antwerpen) opgericht in 1920.
Eind jaren 70 concentreert de club zich op tumbling en acrobatische gymnastiek. Maar de club heeft een tweesporen beleid waarbij recreatie en competitieturnen evenwaardig benaderd wordt.
Klimop R.T. Merksem is een wijdverspreide naam in de turnwereld. Ze staat al jaren aan de top in de tumbling- en acro-discipline.